# Neutralino
Na física de partículas, o neutralino é uma partícula elementar hipotética predita pela supersimetria. Existem, teoricamente, quatro neutralinos, eles são todos férmions e eletricamente neutros. Acredita-se que o mais leve dos quatro (
N͂0
1) seja estável. Como os neutralinos são férmions de Majorana, cada um deles é idêntico com sua antipartícula.
Os neutralinos apenas interagem com a força fraca, logo eles não podem ser produzidos diretamente pelo Grande Colisor de Hádrons. Eles surgem primariamente como partículas em decaimentos sucessivos de partículas mais pesadas, normalmente originárias de partículas supersimétricas coloridas, como por exemplo squarks ou gluinos.
Pela paridade-R, o neutralino mais leve será estável e qualquer decaimento sucessivo supersimétrico terminará por decair numa partícula que deixaria o detector sem ser detectada e sua existência só poderia ser inferida pela busca de um momento não balanceado no detector. Já o neutralino mais pesado, tipicamente, decairia através de um bóson Z num neutralino mais leve, ou através de um bóson W num chargino.
| N͂0 2 | → | N͂0 1 | + | Z0 |   |      |   |    |   |    | → | Energia faltante | + | l+ | + | l− |
| N͂0 2 | → | C͂± 1 | + | W∓ | → | N͂0 1 | + | W± | + | W∓ | → | Energia faltante | + | l+ | + | l− |

## Origem teórica
Nos modelos supersimétricos, todas as partículas do modelo padrão possuem uma partícula parceira com o mesmo número quântico, exceto pelo número de spin, que difere por 1⁄2 de sua parceira.
Já que as partículas parceiras do bóson Z (zino), do fóton (fotino) e do bóson de Higgs (higgsino) possuem os mesmos números quânticos, eles podem se misturar para formar quatro valores próprios chamados neutralinos. Em diversos modelos o neutralino mais leve é um forte candidato a ser a partícula supersimétrica mais leve (LSP – lightest supersymmetric particle).

## Fenomenologia
As propriedades exatas de cada neutralino dependerá de detalhes da mistura (se eles são mais próximos dos higgsino ou dos gauginos), mas sabe-se que eles possuem massa e interagem com a força fraca. Neste sentido suas propriedades são próximas dos neutrinos.
Nos modelos que a paridade-R é conservada e o mais leve dos quatro neutralinos é o LSP, ele será estável e será produzido pelo decaimento de todas as outras partículas parceiras. Nestes casos os processos supersimétricos nos aceleradores de partículas seriam caracterizados por uma grande discrepância de energia e momento entre as os estados iniciais e finais das partículas visíveis, com esta diferença de energia sendo levada por um neutralino que atravessam os detectores sem deixar rastro.

## Relação com a matéria escura
Como acredita-se que o neutralino mais leve é estável e possui massa, ele é um candidato natural à formar a matéria escura fria do universo. Em alguns modelos este neutralino poderia ter sido produzido termicamente no Big Bang e ter deixado aproximadamente a quantidade observada de matéria escura. Este neutralino seria a partícula massiva que interage fracamente.